# Campeonato Sudamericano de Hockey sobre Patines
El Campeonato Sudamericano de Hockey sobre Patines es una competición de Hockey sobre patines organizada por la CSP, Confederación Sudamericana del Patín, destinada a la participación de las selecciones nacionales sudamericanas.

## Historia
Se celebró únicamente en categoría masculina entre 1954 y 1990, llegando a disputarse diecisiete ediciones, con frecuencia bianual. Tras catorce años de ausencia, en 2004 se disputó de forma aislada la decimoctava edición, la cual incluyó por primera vez la categoría femenina. Tuvieron que transcurrir otros dieciocho años hasta que en 2022 se disputó la primera edición de los Juegos Sudamericanos de Patinaje, que incluyó la competición entre selecciones de hockey sobre patines, en las categorías masculina, femenina y masculina júnior. La CSP reconoció a la nueva competición el carácter de continuación del Campeonato Sudamericano, considerándola como la decimonovena edición. 
Durante los treinta y dos años se suspensión del campeonato sudamericano, salvo la excepción de 2004, las seis selecciones sudamericanas solamente se enfrentaron a nivel continental en campeonatos de ámbito panamericano, junto a otras selecciones de Norte y Centroamérica, como Estados Unidos, México, Canadá, Cuba y Puerto Rico. Durante este periodo se disputaron un total de siete Campeonatos Panamericanos, en los años 1991, 1993, 1995, 2005, 2011, 2018 y 2021.
Entre 2006 y 2011 su lugar lo ocupó el Open Copa América de hockey sobre patines, organizado también por la CSP, en el cual además de cinco de las seis selecciones sudamericanas existentes en aquel momento, competían como invitadas otras cinco selecciones de otros continentes. Se celebraron tres ediciones en categoría masculina en los años 2007, 2008 y 2010; y cuatro en categoría femenina en los años 2006, 2007,2010 y 2011. La CSP considera esta competición como distinta a los campeonatos sudamericanos y no añade sus resultados al palmarés de estos.

## Participantes y sedes
La primera edición del Campeonato Sudamericano tuvo lugar en 1954, en la ciudad brasileña de São Paulo, con la participación de cuatro selecciones: Brasil, Chile, Uruguay y Venezuela. En la segunda edición de 1956 ya se incorporó la selección de Argentina, que con el tiempo sería la gran dominadora del campeonato. En la cuarta edición de 1963 se incorporó Colombia y finalmente, en la decimotercera edición de 1981 lo hizo Ecuador. No obstante, nunca han llegado a participar en un mismo campeonato más de cinco selecciones.

## Campeonato Masculino
Historial
| Edición | Año  | Sede          | Equipos |           | Campeón   | Subcampeón | Tercero   | Cuarto    | Quinto |
| I       | 1954 | Sao Paulo     | 4       | Chile     | Uruguay   | Brasil     | Venezuela | —         |        |
| II      | 1956 | Santiago      | 5       | Chile     | Uruguay   | Argentina  | Venezuela | Brasil    |        |
| III     | 1959 | Montevideo    | 5       | Argentina | Chile     | Uruguay    | Brasil    | Venezuela |        |
| IV      | 1963 | Buenos Aires  | 4       | Argentina | Chile     | Uruguay    | Colombia  | —         |        |
| V       | 1966 | Concepción    | 3       | Chile     | Argentina | Brasil     | —         | —         |        |
| VI      | 1967 | Mendoza       | 5       | Argentina | Brasil    | Chile      | Uruguay   | Colombia  |        |
| VII     | 1969 | Medellín      | 5       | Brasil    | Argentina | Chile      | Uruguay   | Colombia  |        |
| VIII    | 1971 | Sao Paulo     | 4       | Argentina | Chile     | Brasil     | Uruguay   | —         |        |
| IX      | 1973 | Montevideo    | 4       | Brasil    | Argentina | Chile      | Uruguay   | —         |        |
| X       | 1975 | Mar del Plata | 3       | Argentina | Brasil    | Chile      | —         | —         |        |
| XI      | 1977 | Santiago      | 3       | Argentina | Brasil    | Chile      | —         | —         |        |
| XII     | 1979 | Santos        | 3       | Chile     | Argentina | Brasil     | —         | —         |        |
| XIII    | 1981 | Maldonado     | 5       | Argentina | Brasil    | Chile      | Uruguay   | Ecuador   |        |
| XIV     | 1984 | San Juan      | 4       | Argentina | Brasil    | Chile      | Uruguay   | —         |        |
| XV      | 1985 | Santiago      | 4       | Argentina | Chile     | Brasil     | Uruguay   | —         |        |
| XVI     | 1987 | Sertãozinho   | 3       | Argentina | Brasil    | Chile      | —         | —         |        |
| XVII    | 1990 | Tres Arroyos  | 3       | Brasil    | Argentina | Chile      | —         | —         |        |
| XVIII   | 2004 | Viña del Mar  | 4       | Argentina | Chile     | Brasil     | Uruguay   | —         |        |
| XIX     | 2022 | San Juan      | 4       | Argentina | Chile     | Brasil     | Uruguay   | —         |        |

Medallero
| Núm. | País      | Oro | Plata | Bronce | Total |
| ---- | --------- | --- | ----- | ------ | ----- |
| 1    | Argentina | 12  | 5     | 1      | 18    |
| 2    | Chile     | 4   | 6     | 9      | 19    |
| 3    | Brasil    | 3   | 6     | 9      | 16    |
| 4    | Uruguay   | 0   | 2     | 2      | 4     |

## Campeonato Femenino
Historial
| Año  | Sede                | Ganador   | 2º puesto | 3º puesto | 4º puesto |
| ---- | ------------------- | --------- | --------- | --------- | --------- |
| 2004 | Viña del Mar, Chile | Argentina | Chile     | Brasil    | Uruguay   |
| 2022 | San Juan, Argentina | Argentina | Chile     | Brasil    | —         |

Medallero
| Núm. | País      | Oro | Plata | Bronce | Total |
| ---- | --------- | --- | ----- | ------ | ----- |
| 1    | Argentina | 2   | 0     | 0      | 2     |
| 2    | Chile     | 0   | 2     | 0      | 2     |
| 3    | Brasil    | 0   | 0     | 2      | 2     |

## Enlaces y referencias
- Confederación Sudamericana del Patín
- FIRS Organizational chart
- CIRH website
- Roller Hockey links worldwide
- Mundook-World Roller Hockey
- Hardballhock-World Roller Hockey
- Inforoller World Roller Hockey Archivado el 17 de junio de 2010 en Wayback Machine.
- World Roller Hockey Blog
- rink-hockey-news - World Roller Hockey
- SoloHockey World Roller Hockey
- Rink Hockey in the USA
- USARS Hardballhockey Blog

- Datos: Q5744622